# Seznam finskih polkov druge svetovne vojne
Seznam finskih polkov druge svetovne vojne.

## Lovski
- 2. (finski) pehotni polk (DSV)
- 3. (finski) pehotni polk (DSV)
- 4. (finski) pehotni polk (DSV)
- 10. (finski) pehotni polk (DSV)
- 11. (finski) pehotni polk (DSV)
- 12. (finski) pehotni polk (DSV)
- 13. (finski) pehotni polk (DSV)
- 14. (finski) pehotni polk (DSV)
- 15. (finski) pehotni polk (DSV)
- 16. (finski) pehotni polk (DSV)
- 17. (finski) pehotni polk (DSV)
- 18. (finski) pehotni polk (DSV)
- 22. (finski) pehotni polk (DSV)
- 23. (finski) pehotni polk (DSV)
- 24. (finski) pehotni polk (DSV)
- 25. (finski) pehotni polk (DSV)
- 26. (finski) pehotni polk (DSV)
- 27. (finski) pehotni polk (DSV)
- 28. (finski) pehotni polk (DSV)
- 29. (finski) pehotni polk (DSV)
- 30. (finski) pehotni polk (DSV)
- 31. (finski) pehotni polk (DSV)
- 32. (finski) pehotni polk (DSV)
- 33. (finski) pehotni polk (DSV)
- 34. (finski) pehotni polk (DSV)
- 35. (finski) pehotni polk (DSV)
- 36. (finski) pehotni polk (DSV)
- 37. (finski) pehotni polk (DSV)
- 38. (finski) pehotni polk (DSV)
- 39. (finski) pehotni polk (DSV)

## Artilerijski
- 4. (finski) artilerijski polk (DSV)
- 5. (finski) artilerijski polk (DSV)
- 6. (finski) artilerijski polk (DSV)
- 8. (finski) artilerijski polk (DSV)
- 9. (finski) artilerijski polk (DSV)
- 10. (finski) artilerijski polk (DSV)
- 11. (finski) artilerijski polk (DSV)
- 12. (finski) artilerijski polk (DSV)
- 13. (finski) artilerijski polk (DSV)

## Drugi
- Hämeski konjeniški polk (DSV)
- Uudenmaaski dragonski polk (DSV)